# Rhacophorus malkmusi
Rhacophorus malkmusi é uma espécie de anfíbio anuros da família Rhacophoridae. Está presente em Malásia. A UICN classificou-a como pouco preocupante.